# Općina Borovnica
Općina Borovnica (slo.: Občina Borovnica) je općina u središnjoj Sloveniji u pokrajini Notranjskoj i statističkoj regiji Središnja Slovenija. Središte općine je naselje Borovnica s 2.116 stanovnika. 

## Zemljopis
Općina Borovnica nalazi se u središnjem dijelu Slovenije, jugozapadno od Ljubljane. Južni dio općine je brdsko-planinski, dok se sjeverni spušta u Ljubljansko barje.
U općini vlada umjereno kontinentalna klima. Najvažniji vodotok u općini je potok Borovništica.

## Naselja u općini
Borovnica, Breg pri Borovnici, Brezovica pri Borovnici, Dol pri Borovnici, Dražica, Laze pri Borovnici, Lašče, Niževec, Ohonica, Pako, Pristava, Zabočevo

## Vanjske poveznice
- Službena stranica općine